# MAN 라이온스 코치
MAN 라이온스 코치(영어: MAN Lion's Coach)는 1996년부터 생산 중인 고급 대형버스 차종이다.

## 개요
1992년에 MAN SE는 MAN 라이온스 코치를 공개하였다.

## 경쟁 차종
자일대우버스
- 자일대우 FXⅡ120 크루징스타
- 자일대우 FXⅡ212 슈퍼크루저
- 자일대우 FX212 슈퍼스타
- 자일대우 BX212 로얄 하이데커
- 자일대우 BX212S 로얄 하이데커
- 자일대우 BX212M 로얄 플러스
- 자일대우 BX212MT

기아
- 기아 뉴 그랜버드 이노베이션 그린필드
- 기아 뉴 그랜버드 선샤인
- 기아 뉴 그랜버드 이노베이션 선샤인
- 기아 뉴 그랜버드 이베이션 실크로드

현대자동차
- 현대 유니버스 익스프레스 노블
- 현대 뉴 프리미엄 유니버스 스페이스 럭셔리
- 현대 뉴 프리미엄 유니버스 익스프레스 노블
- 현대 뉴 프리미엄 유니버스 익스프레스 프레스티지
- 현대 뉴 프리미엄 유니버스 노블
- 현대 뉴 프리미엄 유니버스 노블 EX
- 현대 뉴 프리미엄 유니버스 프레스티지

볼보버스
- 볼보 B7R

## 사양
MAN 라이온스 코치의 표준 장비에는 에어컨, LCD 모니터, DVD 플레이어, 화장실, 냉장고, 뜨거운 음료 시설, GPS 내비게이션, 마이크로폰, 등받이 조절 시트, 안전 벨트, ABS(잠김 방지 제동 시스템), 전자 안정성 프로그램, 전자 제동 시스템, 트랙션 컨트롤 및 유로5/유로6 엔진을 탑재하였다.

## 갤러리

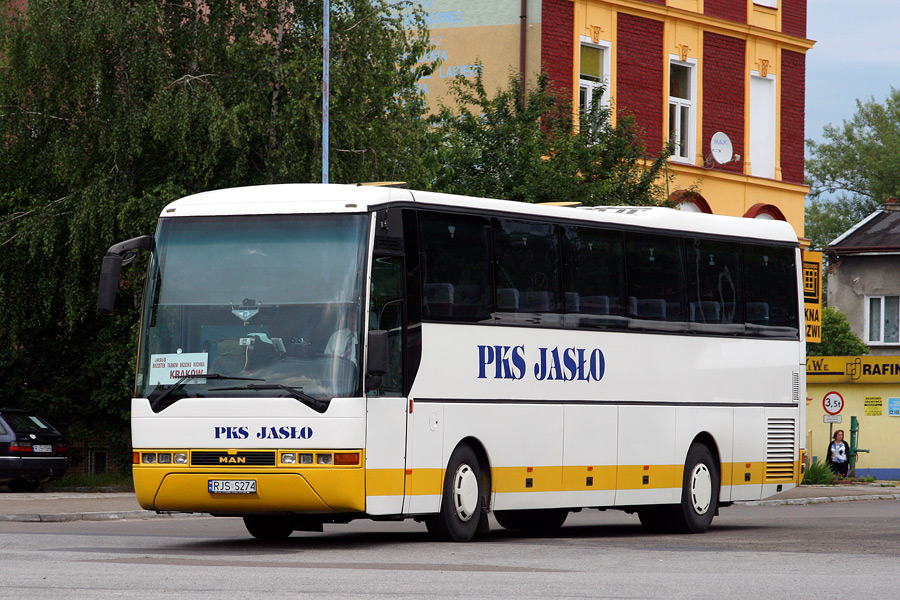
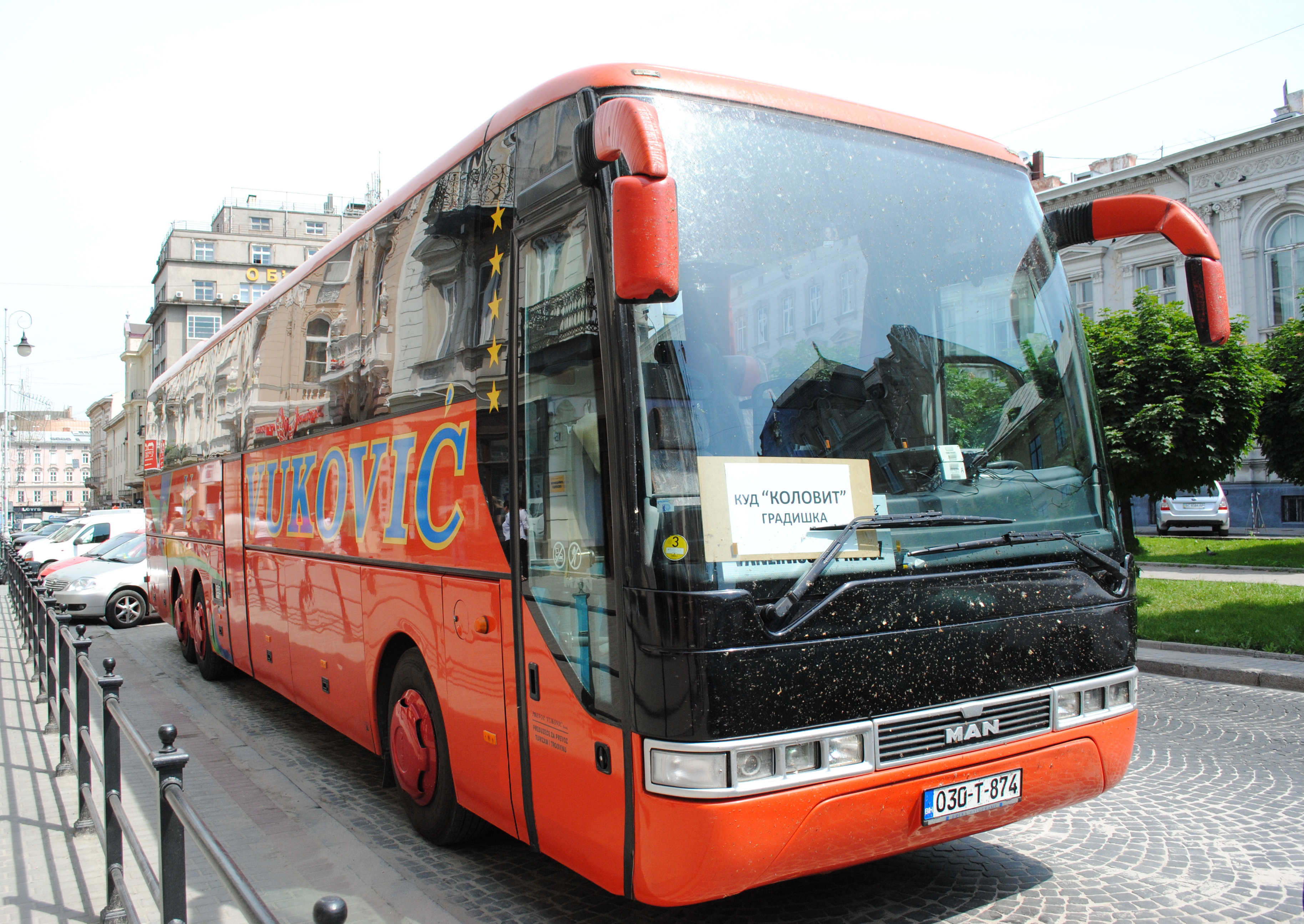
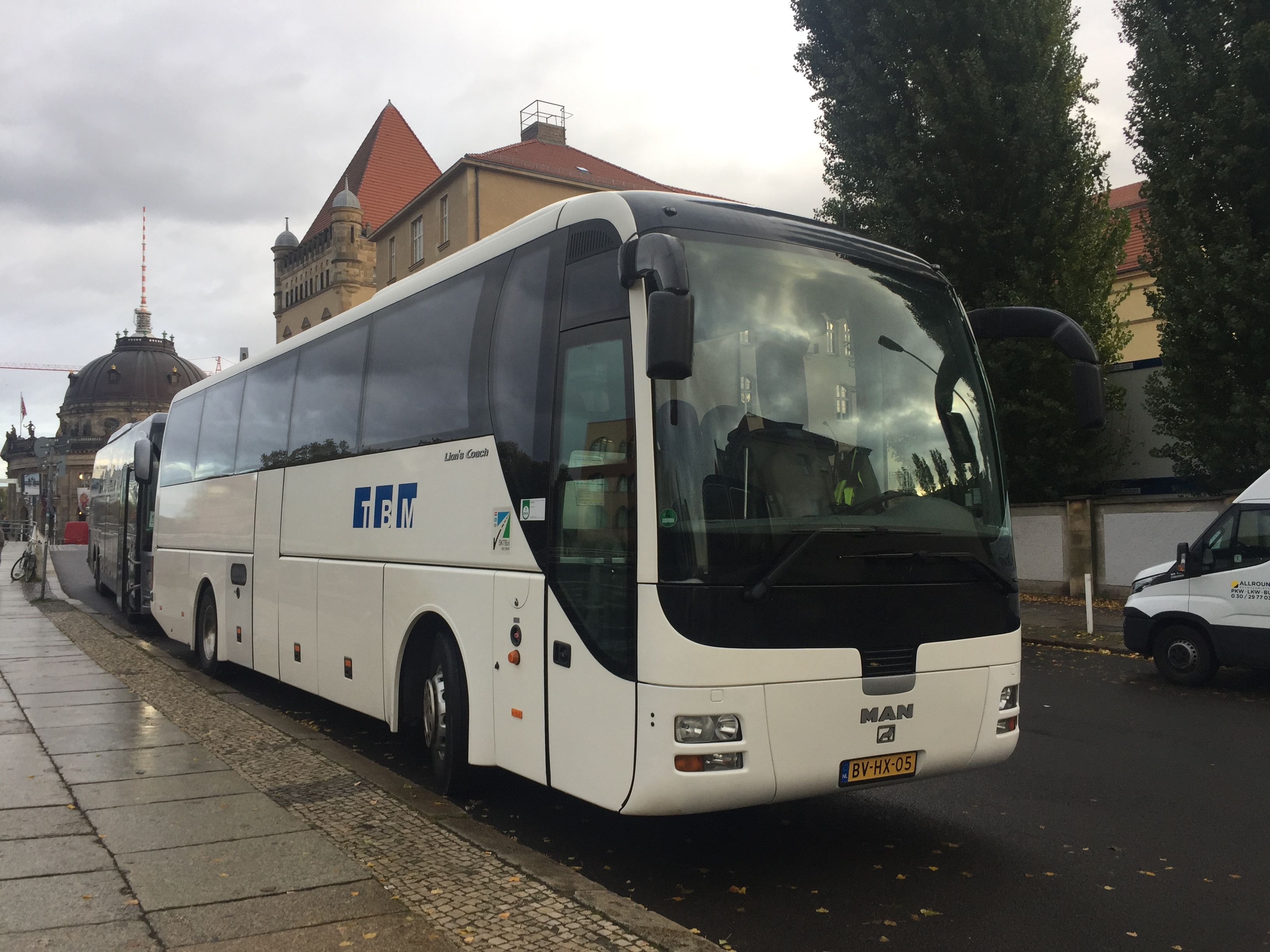
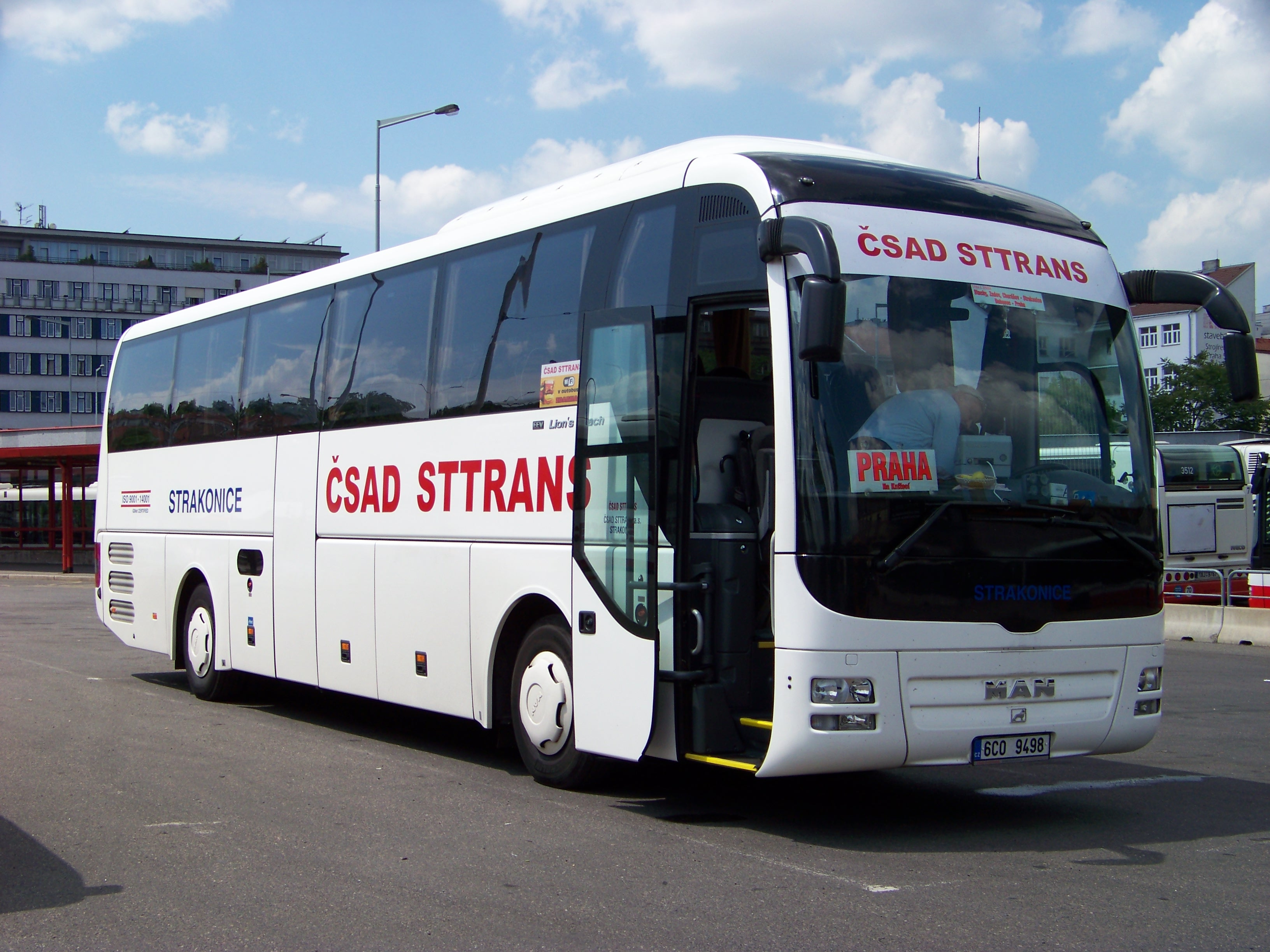
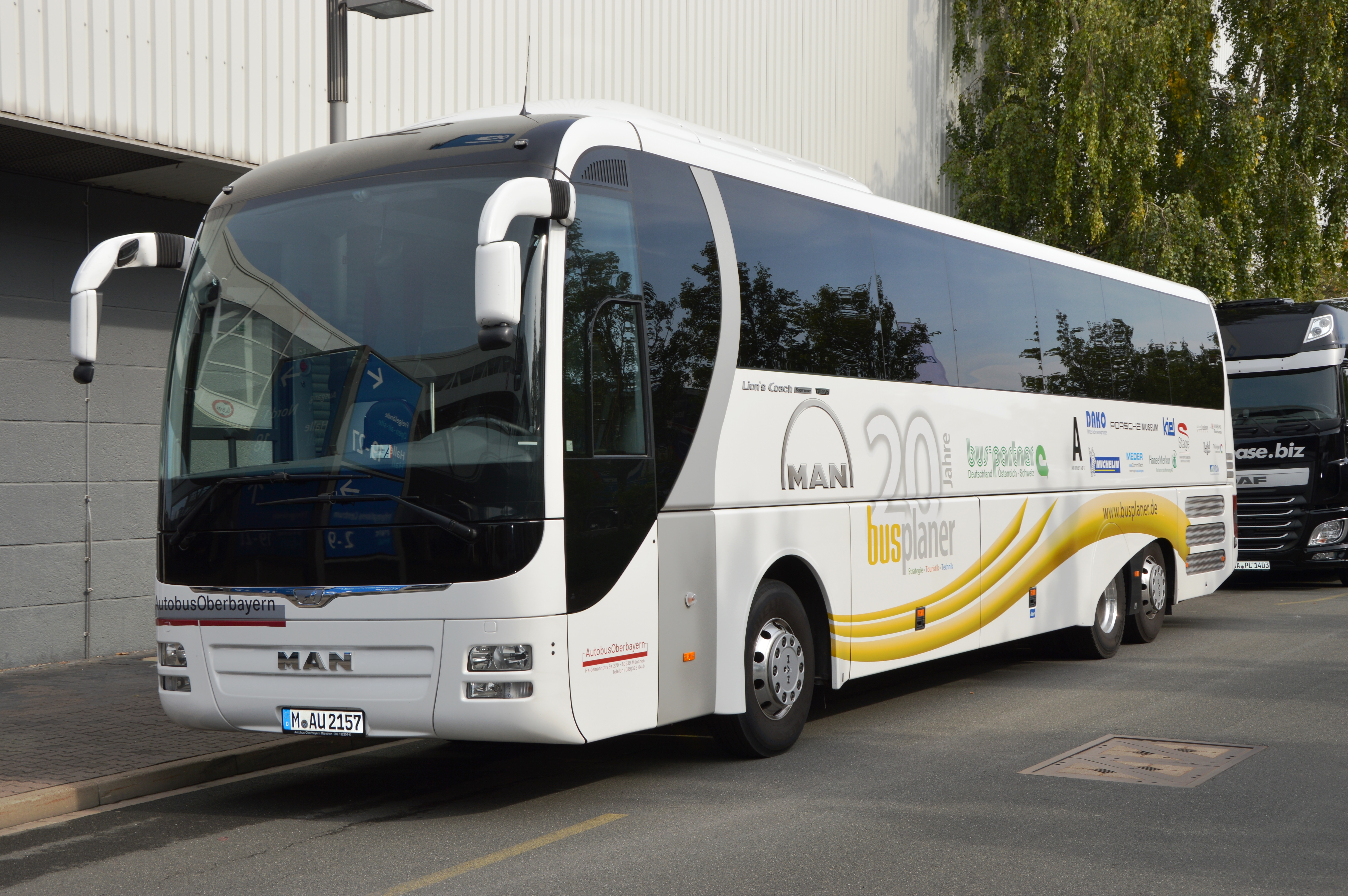
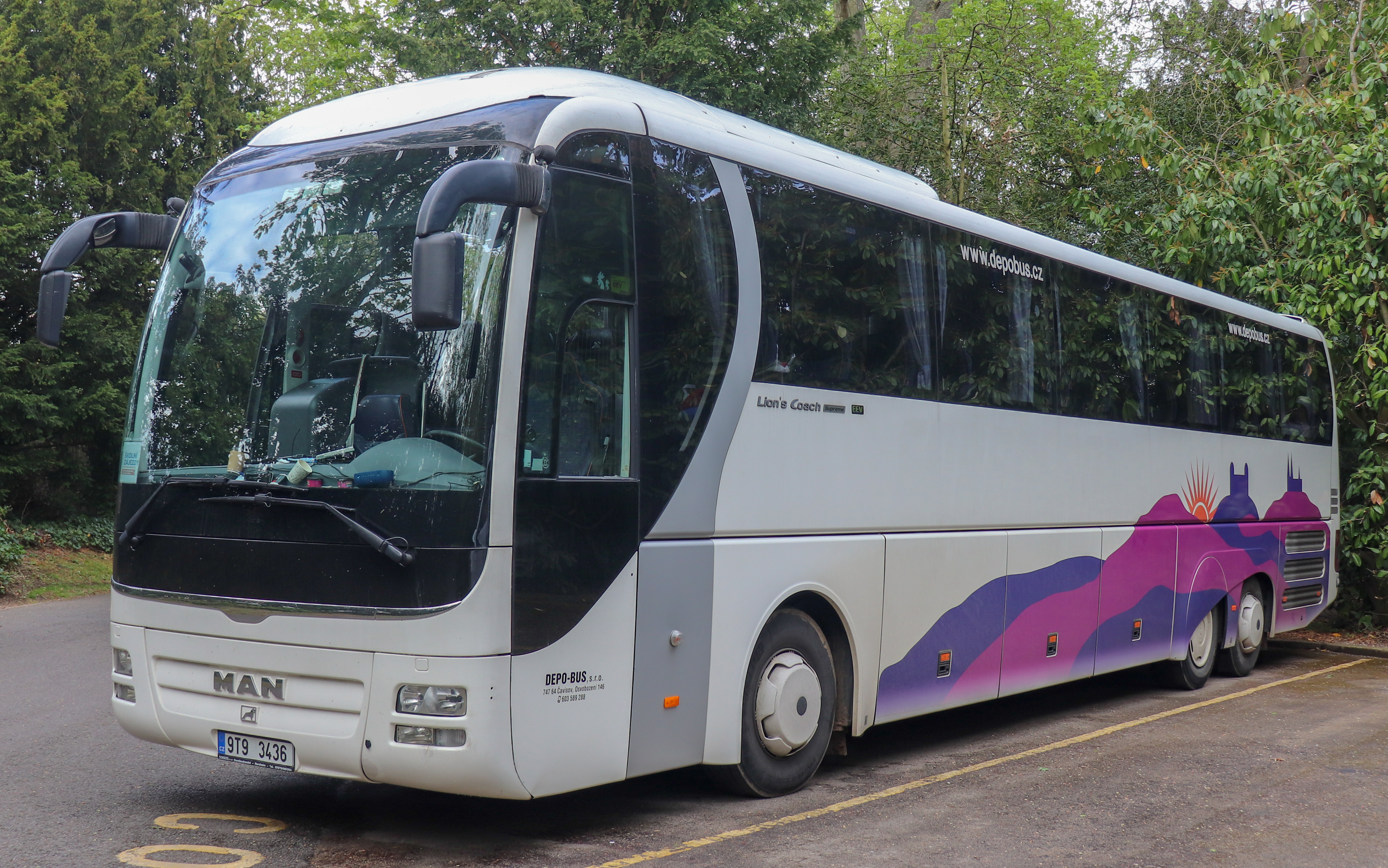
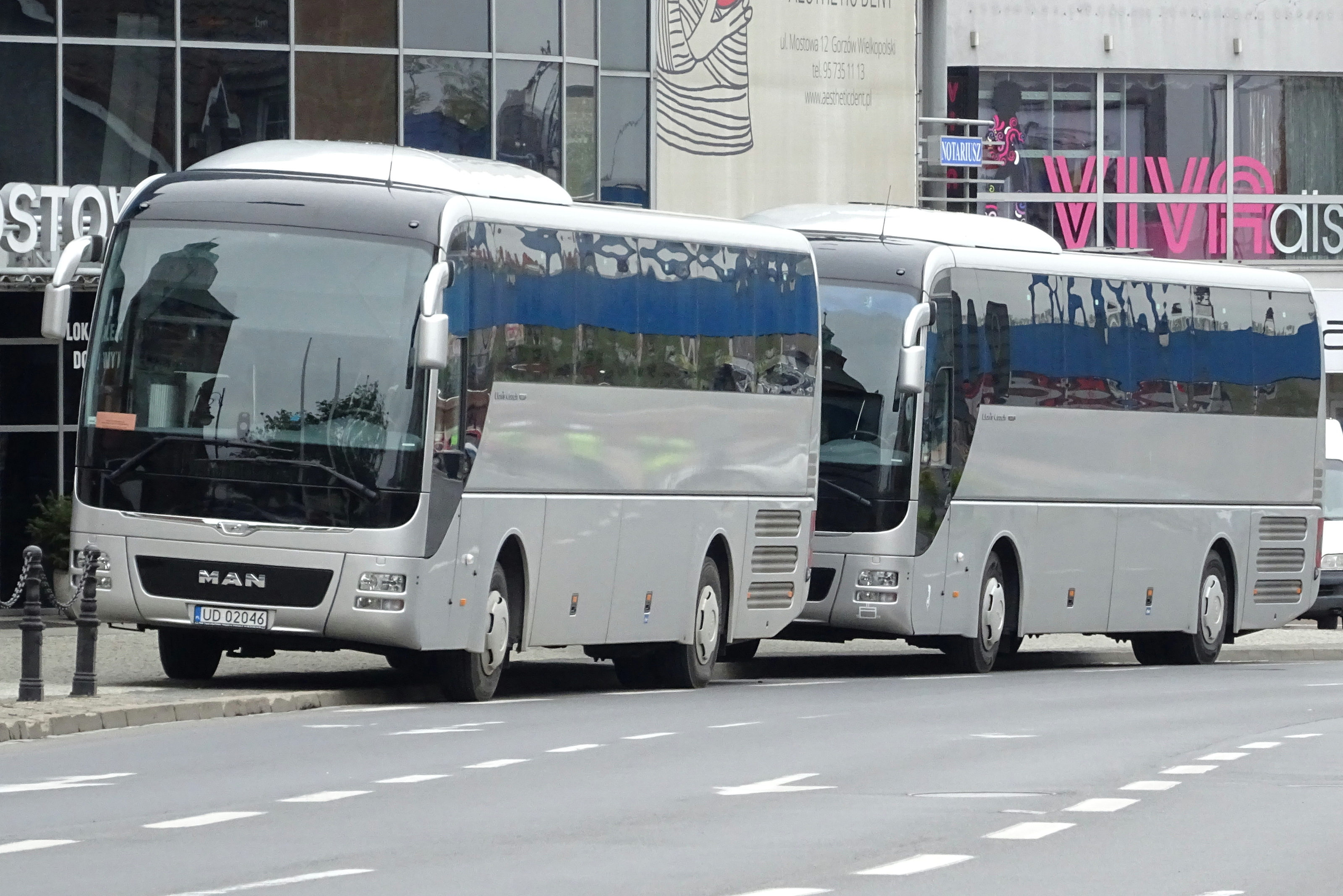
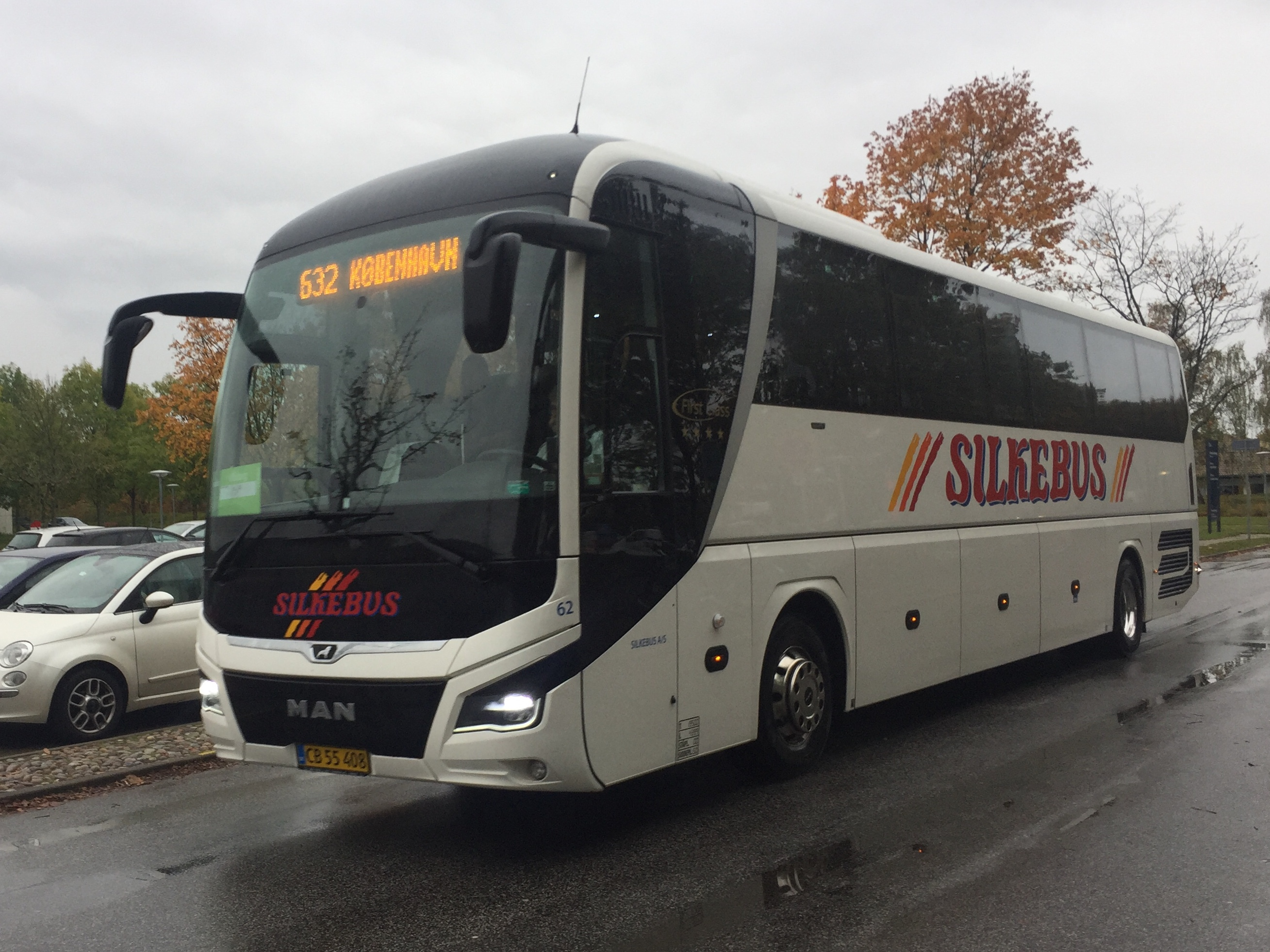
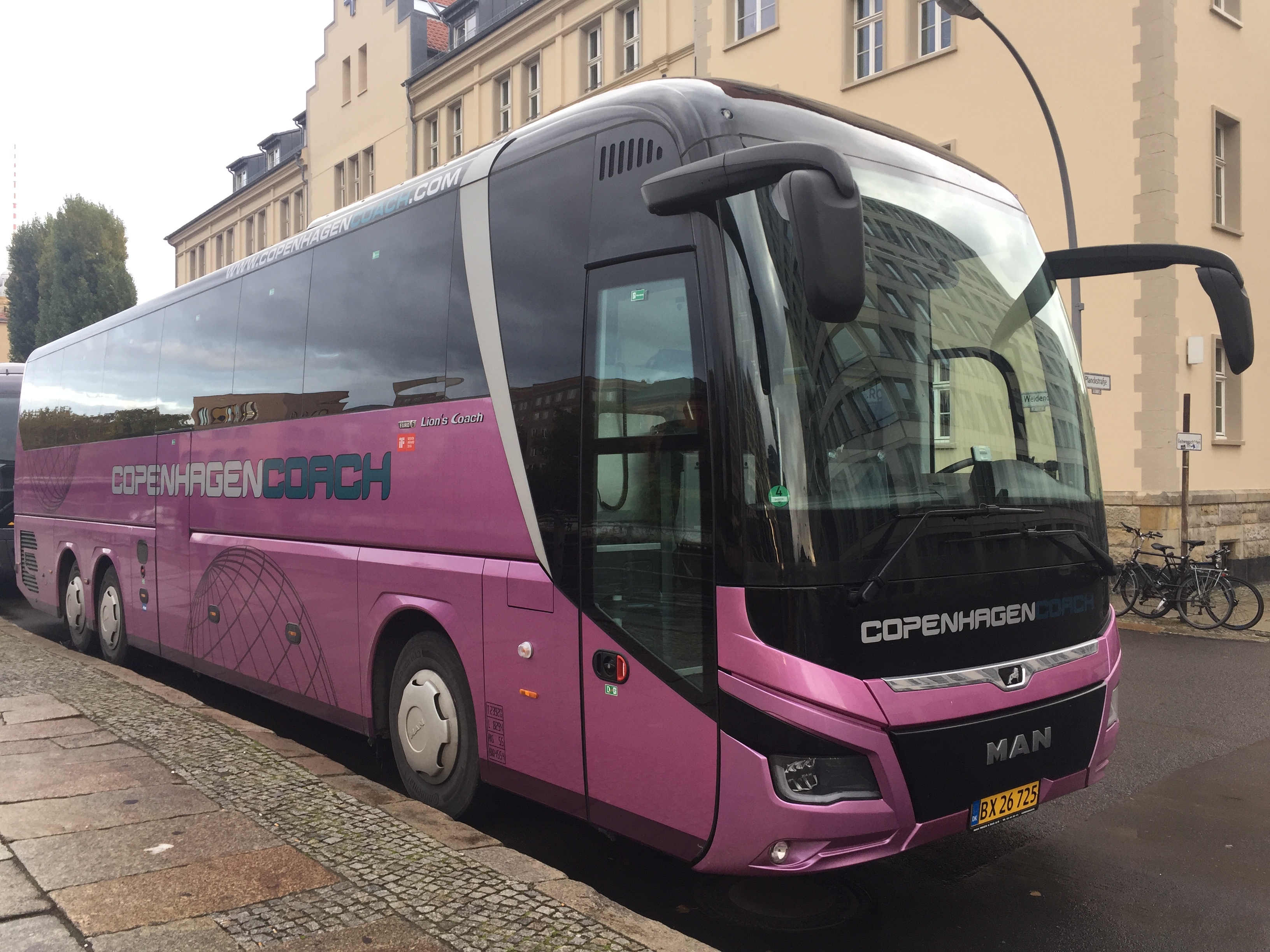